# Врублевские
Врубле́вские, Вроблевские (пол. Wróblewscy herbu Ślepowron) — старинный польский дворянский род герба Слеповрон.
До XVI века род Врублевских герба Слеповрон имел две линии: мазовецкую и польско-татарскую происхождением из Найманского каганата Монгольской империи Чингисхана. В XV в. потомки воинов-найманов принимали участие в Грюнвальдской битве (1410 г.). В XVI веке после окончательного объединения Королевства Польского и Великого Княжества Литовского на Люблинском сейме в 1569 году и заключения унии представителями этих двух линий, назначенными на государственные должности в Виленском и Трокском воеводствах, была образована третья линия — виленская.
Родоначальником одной из ветвей виленской линии рода является Александр-Иван Врублевский, конюший Трокского воеводства. В 1661 году он завещал своё имение Суткушки в Виленском воеводстве, наследованное им от предков, а также имение Домбровно в Трокском воеводстве и плац домов в Вильне по улице Николая Сапеги супруге Аполлонии Рудомино и сыну Кшиштофу. В XVII—XVIII вв. их потомки занимали государственные должности в Виленском, Смоленском и Трокском воеводствах. Родоначальник другой ветви виленской линии Станислав Врублевский получил от короля польского Яна III Собеского имение Подлипки в Трокском воеводстве, которое в 1698 году завещал сыну Петру.
В конце XVIII в. после разделов Речи Посполитой (1772—1795) представители рода проживали на территориях Габсбургской монархии, Королевства Пруссия и Российской империи. В Российской империи род Врублевских занесён в 6-ю и 1-ю части Дворянских родословных книг Витебской, Гродненской, Киевской, Минской, Могилевской, Подольской губерний и Царства Польского. Потомки Александра-Ивана и Станислава Врублевских приняли русское подданство и занесены в 6-ю часть Дворянских родословных книг: первые — Минской, вторые — Гродненской губерний.
В XXI веке представители рода Врублевских герба Слеповрон проживают на территории Российской Федерации, являются членами Российского Дворянского Собрания и занесены в 6-ю часть Общероссийской дворянской родословной книги.

## Описание герба
В лазуревом щите серебряная подкова шипами вниз, увенчанная золотым кавалерским крестом, на котором взлетающий черный ворон с поднятыми крыльями, с золотыми глазами, клювом и лапами,держащий в клюве золотой перстень. Щит увенчан дворянским коронованным шлемом. Нашлемник: черный ворон с золотыми глазами, клювом и лапами, держащий в клюве золотой перстень. Намет: лазуревый с серебром. – Сост. Вице-предводитель Российского Дворянского Собрания - Герольдмейстер Думин С.В.
В XVIII в. представителями рода, проживавшими в воеводствах Малопольской провинции, для означения родственных связей с другим родом в герб Слеповрон был добавлен лук — символ герба Лук (пол. Łuk). Изменённый герб Слеповрон-Врублевский (Ślepowron-Wróblewski) имел следующее описание: «В голубом поле чёрный ворон, держащий в клюве кольцо с рубином и сидящий на натянутом коричневом луке с того же цвета стрелой, направленной вверх. На шлеме — знатная корона, нашлемник — из трёх золотых страусовых перьев. Намёт голубой».
В дальнейшем одним из прибавочных атрибутов герба Слеповрон-Врублевский, символизирующим связь двух родов, стала колонна, а лук со стрелой — серебряными. Изменилось и его описание: «В голубом поле обращённый вправо чёрный ворон с золотым в клюве перстнем, сидящий на колонне и натянутом серебряном луке со стрелой, направленной вверх. На шлеме — золотая корона, нашлемник — из трёх страусовых перьев. Намёт голубой, подбитый серебром».
Некоторые Врублевские являются носителями гербов Корвин (пол. Korwin, Corvus), Крживда (пол. Krzywda), Любич (пол. Lubicz) и других.

## Известные представители рода

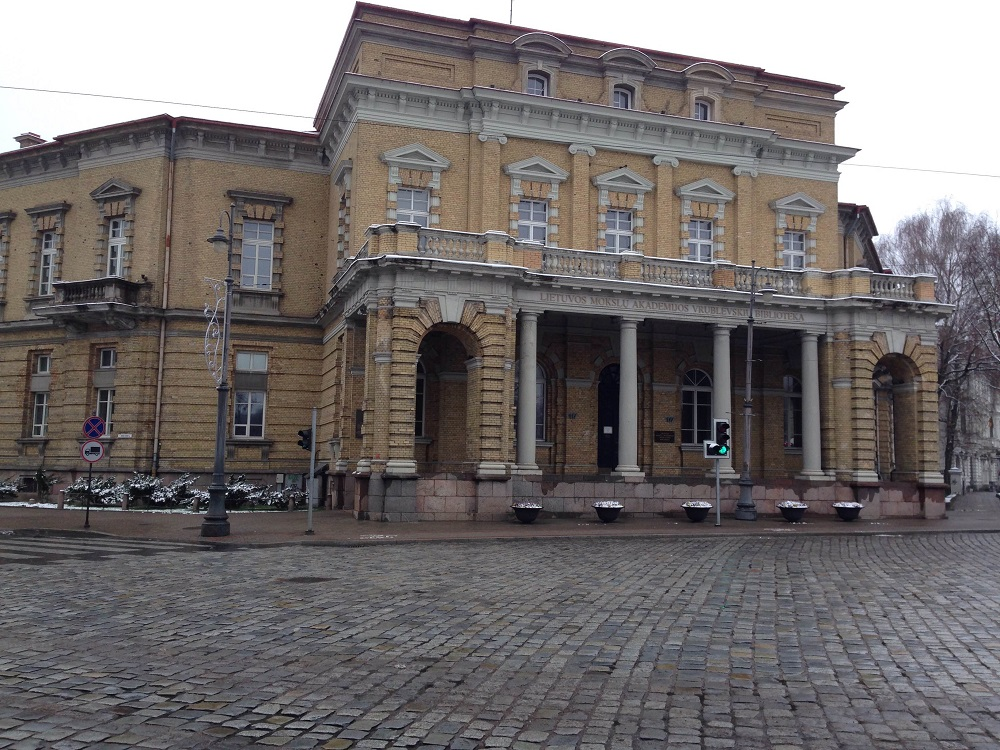
Библиотека Литовской Академии наук имени Врублевских. Вильнюс, Литва

- Врублевский, Витольд Адольф Антонович (1839—1927) — польский общественный деятель, профессор Высшей технической школы в Варшаве.
- Врублевский, Сигизмунд Флорентий Антонович (1845—1888) — польский физик и химик, профессор Ягеллонского университета в Кракове.
- Вроблевский, Эдуард Викентий Антонович (1848—1892) — российский химик-органик, профессор Санкт-Петербургского практического технологического института, один из основателей Русского химического общества.
- Врублевский, Станислав Федор Антонович (1854—1928) — российский железнодорожный инженер-технолог, предприниматель, один из создателей Московского промышленного района Российской империи; польский государственный деятель, создатель военно-промышленного комплекса Польской Республики.
- Врублевский, Тадеуш (1858—1925) — польский юрист, политик, библиофил, основатель Государственной библиотеки имени Евстахия и Эмилии Врублевских (ныне — Библиотека Литовской Академии наук имени Врублевских).
- Врублевский, Августин[пол.] (1866 — после 1913) — польский химик и биохимик, общественный деятель, публицист, теоретик и пропагандист анархизма, доцент Ягеллонского университета в Кракове.
- Врублевский, Станислав[пол.] (1868—1938) — польский государственный деятель, адвокат, председатель Высшей Контрольной Палаты, в 1935—1938 годах — сенатор II Речи Посполитой IV созыва.
- Врублевский, Владислав (1875—1951) — польский государственный и политический деятель, адвокат, профессор Лодзинского университета, премьер-министр Королевства Польского в 1918 году.
- Врублевский, Вильгельм Станиславович (1899—1934) — российский железнодорожный инженер, заместитель начальника Мурманской железной дороги — главный ревизор по безопасности движения поездов (1931—1934).[4]

## Топоним
- Врублевский — кратер на обратной стороне Луны.

## Литература

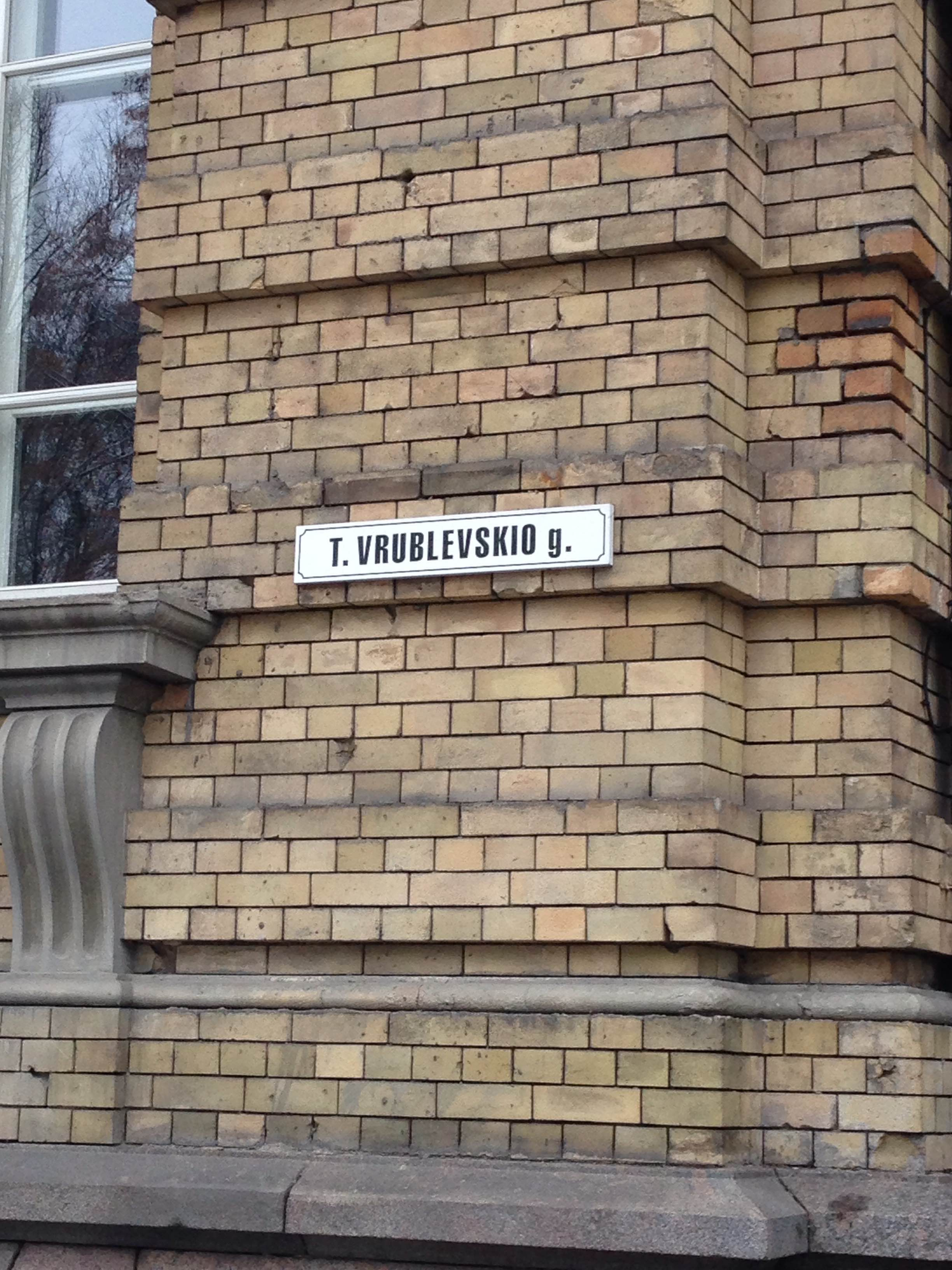
Улица Тадеуша Врублевского в Вильнюсе. Литва